# روجيريو كوتينيو
روجيريو دي أسيس سيلفا كوتينيو (بالبرتغالية: Rogério de Assis Silva Coutinho) أو اختصاراً روجيريو (مواليد 20 مارس 1987 في باكابال) هو لاعب كرة قدم برازيلي يجيد اللعب كلاعب خط وسط هجومي في نادي الجبلين السعودي.
وبدأ مسيرته الاحترافية لأول مرة في 14 يناير 2007 عندما تعادل فريقه أتلتيكو بارانينسي مع جي. مالوكيلي. وفي
لعب في الكويت الكويتي والشباب السعودي والوصل الإماراتي والفيصلي السعودي و الاتفاق السعودي و الخليج السعودي و نادي الجبلين ونادي حتا.

## وصلات خارجية
- روجيريو كوتينيو على موقع قاعدة بيانات كرة القدم.إي يو (الإنجليزية)
- روجيريو كوتينيو على موقع Soccerway.com (الإنجليزية)
- روجيريو كوتينيو على موقع كووورة

- kuwaitclub.com.kw
- CBF نسخة محفوظة 30 سبتمبر 2007 على موقع واي باك مشين. (بالبرتغالية)
- rubronegro.net (بالبرتغالية)
- furacao.com (بالبرتغالية)